# Thamar Henneken
Thamar Nanette Henneken (* 2. August 1979 in Delft) ist eine ehemalige niederländische Schwimmerin. Sie gewann eine olympische Silbermedaille und eine Silbermedaille bei Kurzbahnweltmeisterschaften.

## Sportliche Karriere
Die 1,85 Meter große Thamar Henneken schwamm für den PSV Eindhoven.
Bei den Kurzbahnweltmeisterschaften 1999 in Hongkong siegte die britische 4-mal-100-Meter-Freistilstaffel mit zweieinhalb Sekunden Vorsprung vor Thamar Henneken, Wilma van Hofwegen, Chantal Groot und Inge de Bruijn, die ihrerseits 0,42 Sekunden Vorsprung vor den Australierinnen auf dem Bronzerang hatten.
Im Juli 2000 fanden die Europameisterschaften in Helsinki statt. Die 4-mal-100-Meter-Freistilstaffel mit Wilma van Rijn(-van Hofwegen), Chantal Groot, Thamar Henneken und Annabel Kosten belegte den fünften Platz mit sieben Hundertstelsekunden Rückstand auf die drittplatzierten Belgierinnen. Ebenfalls Fünfte wurde die 4-mal-100-Meter-Lagenstaffel, hier war Henneken nur im Vorlauf dabei.
Zwei Monate später bei den Olympischen Spielen 2000 in Sydney schwamm die 4-mal-100-Meter-Freistilstaffel mit Manon van Rooijen, Chantal Groot, Thamar Henneken und Wilma van Rijn die zweitschnellste Vorlaufzeit. Im Finale siegte die US-Staffel mit drei Sekunden Vorsprung von Manon van Rooijen, Wilma van Rijn, Thamar Henneken und Inge de Bruijn, die in 3:39,83 Minuten einen neuen Europarekord aufstellten. Eine halbe Sekunde dahinter schlugen die Schwedinnen knapp vor den Deutschen an und belegten den dritten Platz. Auch die nur im Vorlauf eingesetzte Chantal Groot erhielt eine Silbermedaille. In der 4-mal-100-Meter-Lagenstaffel belegten Brenda Starink, Madelon Baans, Chantal Groot und Thamar Henneken den 14. Platz der Vorläufe.